# Marco Del Re
Marco Del Re, né à Rome le 21 avril 1950 et mort à Paris le 23 novembre 2019, est un graveur et peintre italien contemporain.

## Biographie
Durant les années 1960, Marco Del Re suit des études classiques à l’École européenne de Bruxelles et entre en contact avec des peintres belges qui se réunissent Place de l’Agora où il expose ses premières œuvres.
En 1970, de retour en Italie, il s’inscrit à la faculté d’architecture de Rome et fonde avec Bruno Mazzali et Rosa Di Lucia la compagnie de théâtre « Il Patagruppo ». Lors d’une tournée passant par Milan il fait la connaissance d’Arturo Schwarz, poète, éditeur, galeriste et passeur du surréalisme en Italie. En 1973 ses papiers gravés sont exposés à l’occasion d’une exposition de groupe à la Galerie Schwarz.
En 1974, Marco Del Re réalise sa première exposition personnelle, préfacée d’un texte d’Arturo Schwarz, à Turin à la galerie La Bussola. Des tableaux oniriques sont présentés accompagnés de papiers griffés. À partir de ce moment, de nombreuses expositions s’enchaînent partout en Italie et en Europe.
En 1988, il réalise sa première lithographie originale pour l’exposition « Artistes italiens » à la galerie Maeght.
Pendant les années 1990, ses œuvres circulent au niveau international, notamment en Turquie, Japon, Corée, États-Unis… Del Re commence, par ailleurs, un travail de recherche dans les ateliers de gravure de la galerie Maeght : décors d’assiettes et de coupes, tapis et tapisseries. Le monotype lui permet des variations sur un même thème : les grands nus monochromes déclinés en rouge, bleu, jaune et noir rendent hommage à la statuaire romaine, le primitivisme italien est également présent dans la suite Et In Arcadia Ego, il aborde aussi les thèmes de la nature morte avec Intérieur français et du bestiaire avec la série Les ménageries.
En 2000, Marco Del Re entame une collaboration avec l’artiste istanbouliote Selma Gürbüz qui se prolonge à travers d’autres expositions, à Barcelone, à Istanbul, à Paris. Les deux artistes réalisent une longue série d’œuvres peintes « à quatre mains ».
En 2007, il est invité par le TS1 Contemporary Art Center de Pékin qui expose ses œuvres récentes sur plus de 1 500 m2, la même année, une exposition personnelle est organisée par le Yan Club Art Center situé à Dashenzi, le quartier artistique à Pékin.
En 2009, il expose ses œuvres sur papier et huiles sur toile à la galerie Dumonteil, à Shangaï. En février 2011, il réalise deux séries de pastels illustrant les intérieurs méditerranéens rendant hommage à Matisse. Elles font partie de l'exposition de dessins qui se déroule en février « Cosmogonie et paysages », exposition exportée ensuite à Abou Dabi, dans le cadre du salon du livre du Monde arabe.
A la fin de sa vie, il vivait et travaillait à Paris où il exposait, depuis 1988, à la galerie Maeght.

## Œuvre
Marco Del Re est auteur de nombreuses lithographies, eaux-fortes, peintures et illustrateur également de plusieurs ouvrages publiés par Maeght.

## Publications
Marco Del Re travaillé pour la réalisation de plusieurs catalogues et ouvrages dont :
- 1989 : G-G. Lemaire, M. De Michelis, A. Schwarz, G.Salvatore, P. Rico : La Ville d’or, Maeght — M. Del Re : La luna, Roberto Monti Éditeur
- 1990 : A. Del Guercio: Del Re : A l’aube du millénaire, Fabbri Éditeur
- 1991 : Alain Veinstein : La muse qui m’amuse, Maeght — Hinc sunt leones, centre d’art de Montreuil
- 1995 : M. Del Re : Petit traité de dessin, Maeght
- 1996 : M. Del Re, Eroi moderni, Villa Romana — E. Arroyo, Héroes de la modernidad, Gamarra
- 1997 : Marco Del Re, Gana Art Gallery, Séoul — G.-G. Lemaire, J.-L. Schefer, F. Poli, Maeght
- 1998 : G.-G. Lemaire : Marco Del Re, galerie Bartschi
- 2001 : F. Poli, Fées, Bûcherones, ogresses Maeght
- 2003 : A. Reed, M. Del Re : Cara a cara, Maeght
- 2004 : Pierre-Marc de Biasi, Les Voluptés secrètes d’Artémis, Maeght

### Ouvrages à tirage limité (sélection)
- 1991 : Cahier d’Arte n°7, Maeght Éditeur
- 1994 : F. Poli, Le Buveur de cidre, galerie Art actuel, Maeght
- 1996 : Heroes de la modernidad, galerie Gamarra
- 1997 : Kalos Kakon, Maeght Éditeur
- 1999 : Luggala, Maeght Éditeur
- 2000 : Africa Song, Maeght Éditeur ; Marsyas, Maeght Éditeur
- 2001 : Spleen de Rome, Maeght Éditeur
- 2002 : ABC de la peinture, Maeght Éditeur
- 2004 : Elogio della trasparenza, Istituto di Urbino
- 2005 : The rough field, Maeght Éditeur